# Tedania (Tedania) strongylostyla
Tedania (Tedania) strongylostyla is een sponssoort in de taxonomische indeling van de gewone sponzen (Demospongiae). Het lichaam van de spons bestaat uit kiezelnaalden en sponginevezels, en is in staat om veel water op te nemen. 
De spons behoort tot het geslacht Tedania en behoort tot de familie Tedaniidae. De wetenschappelijke naam van de soort werd voor het eerst geldig gepubliceerd in 2000 door John A. Kennedy en John N.A. Hooper.
De soort werd gevonden bij de Torreseilanden van Vanuatu. Ze is toxisch en veroorzaakt een huidirritatie (dermatitis) bij aanraking. Dit is ook het geval bij de soort Tedania (Tedania) ignis uit het Caribische gebied. John A. Kennedy ondervond dit als een milde jeuk die ongeveer vijf minuten duurde, maar vervolgens erger werd en resulteerde in sterke jeuk, opzwelling en rood worden van de huid die drie dagen duurde en die na een week gevolgd werd door het verlies van de huid.